# Graz
Graz (Beiers: Gráz, Sloveens: Gradec) is de op een na grootste stad van Oostenrijk en de hoofdstad van de deelstaat Stiermarken (Steiermark) en telde per 1 januari 2025 305.314 inwoners en heeft de status van Statutarstadt. De stad is gelegen aan de Mur aan de voet van de Alpen. Graz was in 2003 de culturele hoofdstad van Europa.
Graz is bekend om zijn historische binnenstad, de grootste middeleeuwse binnenstad in Midden-Europa. Deze is sinds 1999 opgenomen in de Werelderfgoedlijst van de UNESCO. Graz is een belangrijke industriestad, onder andere Magna Steyr, AVL List, Anton Paar en Andritz AG. Verder bevindt zich in Puntigam de gelijknamige brouwerij die nu onderdeel is van het Heinekenconcern. Puntigamer Bier is het meest verkochte bier in Oostenrijk. Daarnaast is Graz een economisch knooppunt voor de regio met onder meer vier universiteiten (40.000 studenten). De Technische Universiteit beschikt over een vermaarde architectuuropleiding.
Het symbool van Graz is de Uhrturm am Schlossberg, een klokkentoren die dankzij zijn ligging op de Schlossberg midden in de stad in grote delen van de stad zichtbaar is.
Graz is de geboortestad van de componist Robert Stolz en zangeres Monika Martin. Ook filmster en gouverneur Arnold Schwarzenegger is in de buurt van Graz opgegroeid. Om die reden heette het Graz-Liebenau-Stadion, waar de clubs SK Sturm Graz en Grazer AK voetballen, van 1997 tot 2005 het Arnold Schwarzenegger-stadion. Controverse over Schwarzeneggers status als voorvechter van de doodstraf maakte hieraan een einde.

## Geografie

### Stadsdistricten

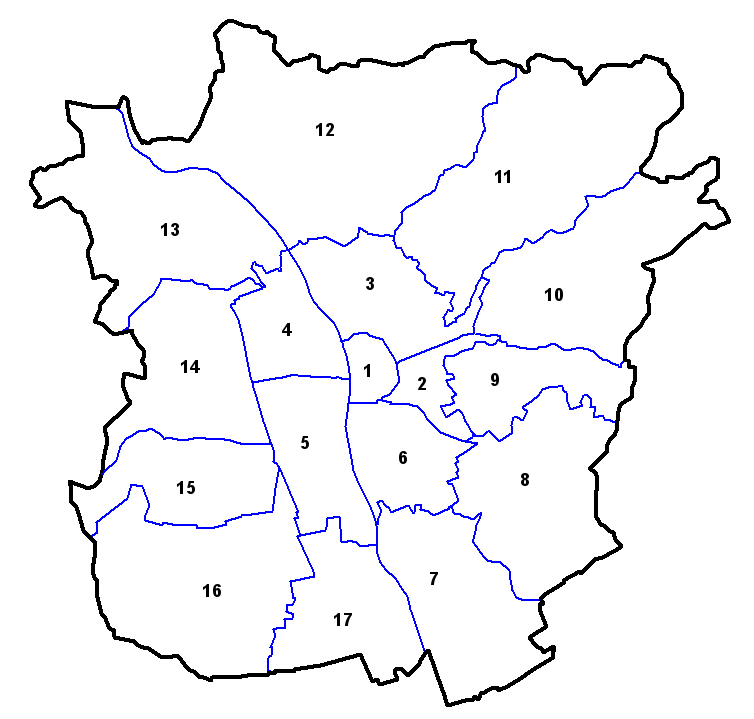
De 17 stadsdistricten van Graz

Graz is opgedeeld in 17 districten:
1. Innere Stadt
2. St. Leonhard
3. Geidorf
4. Lend
5. Gries
6. Jakomini
7. Liebenau
8. St. Peter
9. Waltendorf
10. Ries
11. Mariatrost
12. Andritz
13. Gösting
14. Eggenberg
15. Wetzelsdorf
16. Straßgang
17. Puntigam

### Klimaat
| Maand                  | jan  | feb  | mrt  | apr  | mei  | jun  | jul  | aug  | sep  | okt  | nov | dec  | Jaar |
| ---------------------- | ---- | ---- | ---- | ---- | ---- | ---- | ---- | ---- | ---- | ---- | --- | ---- | ---- |
| Gemiddeld maximum (°C) | 2,7  | 5,6  | 10,6 | 15,0 | 20,0 | 22,6 | 24,7 | 24,3 | 20,4 | 14,4 | 7,3 | 3,2  | 14,2 |
| Gemiddeld minimum (°C) | −3,6 | −2,2 | 1,3  | 5,0  | 9,7  | 12,7 | 14,6 | 14,5 | 11,1 | 6,4  | 1,0 | −2,3 | 5,7  |
|                        |      |      |      |      |      |      |      |      |      |      |     |      |      |
| Neerslag (mm)          | 26   | 32   | 47   | 52   | 85   | 125  | 110  | 117  | 83   | 70   | 57  | 39   | 841  |
| Bron: WeerOpReis.com   |      |      |      |      |      |      |      |      |      |      |     |      |      |

### Verkeer en vervoer
Grazer Verkehrsbetriebe (GVB) exploiteert zes tramlijnen, een kabelspoorweg (Schloßbergbahn) en meerdere buslijnen. De stad is een knooppunt in het intercitynetwerk van de Oostenrijkse Spoorwegen en heeft rechtstreekse verbindingen met buurland Slovenië. Het centraal station van Graz ligt niet in het eigenlijke stadscentrum, maar op ongeveer 1,5 kilometer afstand hiervan. Dagelijks maken ongeveer 40.000 passagiers vanuit 520 treinen gebruik van het station.
Verder heeft de stad een eigen vliegveld, met onder andere lijndiensten op Schiphol, Wenen en Zürich. De stad ligt nabij de A2, die Wenen met Villach en Italië verbindt. Graz wordt verder ontsloten door de Pyhrn Autobahn (A9), die het Sloveense Maribor met Salzburg en Linz verbindt.

## Kunst en cultuur
- Slot Eggenberg (Unesco Werelderfgoed)
- Universalmuseum Joanneum
  - Alte Galerie
  - Neue Galerie
  - Landeszeughaus
  - Kunsthaus Graz
  - Johann Puch Museum
- Österreichischer Skulpturenpark

## Geschiedenis
De naam Graz is afgeleid van grad of Sloveens gradec, in de Slavische talen de aanduiding voor een burcht. In de 7e eeuw leefden hier mensen, die tot Slavische volkeren behoorden, en die in de 9e eeuw werden geassimileerd en tot het christendom bekeerd door leden van Germaanse stammen. Zie ook: Stiermarken. In 1156 werd Graz veroverd door markgraaf Ottokar III van Stiermarken, die de stad tot de hoofdstad van Stiermarken maakte.

## Sport
Graz was in 2003 gastheer van de Europese Kampioenschappen mountainbike. In 2010 was de stad een van de vijf speelsteden tijdens het EK handbal (mannen).
Uit Graz zijn twee voetbalclubs afkomstig die kampioen van Oostenrijk zijn geweest. SK Sturm Graz werd in 1998, 1999 en 2011 landskampioen. De club is nog steeds actief op het hoogste Oostenrijkse niveau en speelt haar wedstrijden in de Merkur Arena. Grazer AK werd in 2004 landskampioen, maar is door financiële problemen sinds 2007 op een lager niveau actief.

## Politiek

### Communisten
Graz was de eerste stad in Oostenrijk waar de communistische KPÖ opnieuw opkwam na de teloorgang van de partij midden 20e eeuw. Sinds 2003 is ze opnieuw sterk vertegenwoordigd in de stad, met tussen de 6 en 15 raadszetels. Haar grootste overwinning boekte zij tijdens de gemeenteraadsverkiezingen van 26 september 2021 met 28,9% van de stemmen en waarbij KPÖ-gemeenteraadslid Elke Kahr de nieuwe burgemeester werd.

### Stedenbanden
Graz heeft een stedenband met de volgende steden:
| Stad            | Land                | Sinds |
| --------------- | ------------------- | ----- |
| Coventry        | Verenigd Koninkrijk | 1948  |
| Montclair       | Verenigde Staten    | 1950  |
| Groningen       | Nederland           | 1964  |
| Darmstadt       | Duitsland           | 1968  |
| Trondheim       | Noorwegen           | 1968  |
| Pula            | Kroatië             | 1972  |
| Triëst          | Italië              | 1973  |
| Timișoara       | Roemenië            | 1982  |
| Maribor         | Slovenië            | 1987  |
| Pécs            | Hongarije           | 1989  |
| Dubrovnik       | Kroatië             | 1994  |
| Sint-Petersburg | Rusland             | 2001  |
| Ljubljana       | Slovenië            | 2001  |
| Zababdeh        | Palestina           | 2007  |

## Bekende personen uit Graz

### Geboren
- Ferdinand II (1578-1637), keizer van het Heilige Roomse Rijk
- Rinaldo Scarlicchio (1582-1640), bisschop van Triëst en Ljubljana, stadhouder van het hertogdom Stiermarken
- Margaretha van Oostenrijk (1584-1611), koningin van Spanje en Portugal
- Ferdinand III (1608-1657), keizer van het Heilige Roomse Rijk
- Anton Rintelen (1876-1946), politicus
- Robert Stolz (1880-1975), dirigent en componist
- Joseph Marx (1882–1964), componist, muziekpedagoog, pianist en muziekcriticus
- Karl Böhm (1894-1981), dirigent, componist
- Hans Rosbaud (1895-1962), dirigent, pianist, componist
- Rudolf Hiden (1909-1973), voetballer
- Alexander Götz (1928-2018), politicus
- Heinz Fischer (1938), bondspresident van Oostenrijk (2004-2016)
- Helmut Marko (1943), Formule 1-coureur, hotelier, jurist
- John Ruggie (1944-2021), politicoloog
- Getty Kaspers (1948), Nederlands zangeres
- Werner Schwab (1958-1994), toneelschrijver
- Elke Kahr (1961), politica
- Ralph Hasenhüttl (1967), voetballer en voetbaltrainer
- Zoran Lerchbacher (1972), darter
- Alexander Harkam (1981), voetbalscheidsrechter
- Marion Kreiner (1981), snowboarder
- Andreas Matzbacher (1982-2007), wielrenner
- Emanuel Pogatetz (1983), voetballer
- Christoph Leitgeb (1985), voetballer
- Sebastian Prödl (1987), voetballer
- Christian-Petru Ciochirca (1989), voetbalscheidsrechter
- Cornelia Hütter (1992), alpineskiester
- Florian Kainz (1992), voetballer
- Michael Gregoritsch (1994), voetballer
- Valentino Lazaro (1996), voetballer
- Isabella Kresche (1998), voetbalster
- Hannes Wolf (1999), voetballer
- Celina Degen (2001), voetbalster

### Overleden
- Annibale Padovano (1527-1575), Venetiaans componist en hofkapelmeester in Graz
- Jakob Lorber (1800-1864), Oostenrijks mysticus
- Alexius Meinong (1853-1920), Oostenrijks filosoof en psycholoog
- Carl Stooss (1849-1934), Zwitsers jurist en hoogleraar
- Wladimir Köppen (1846-1940), Duits geograaf, meteoroloog, klimatoloog en botanicus
- Werner Schwab (1958-1994), (toneel)schrijver
- Jochen Rindt (1942-1970) Formule 1-coureur

## Galerij

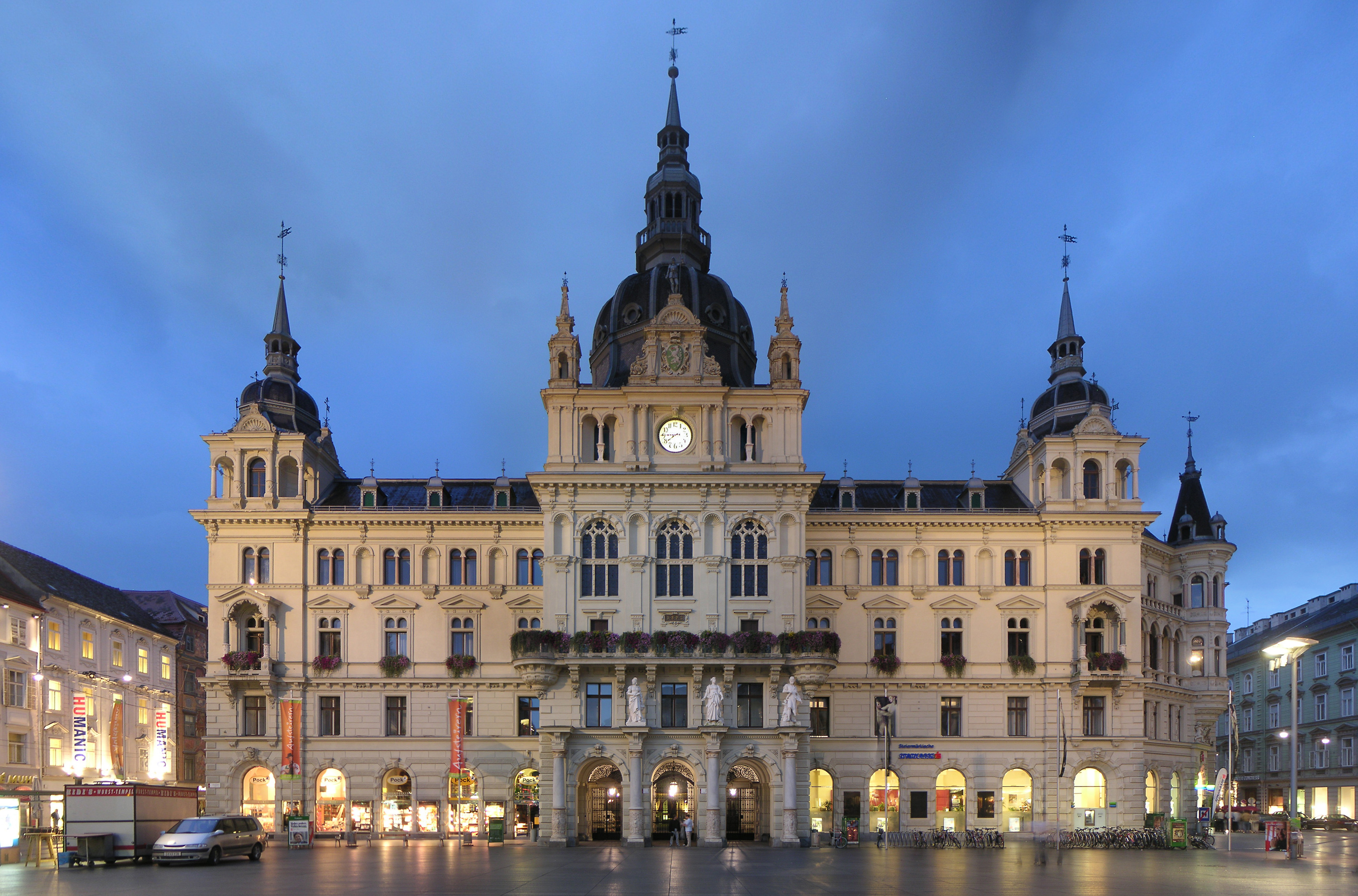
Het stadhuis Rathaus van Graz
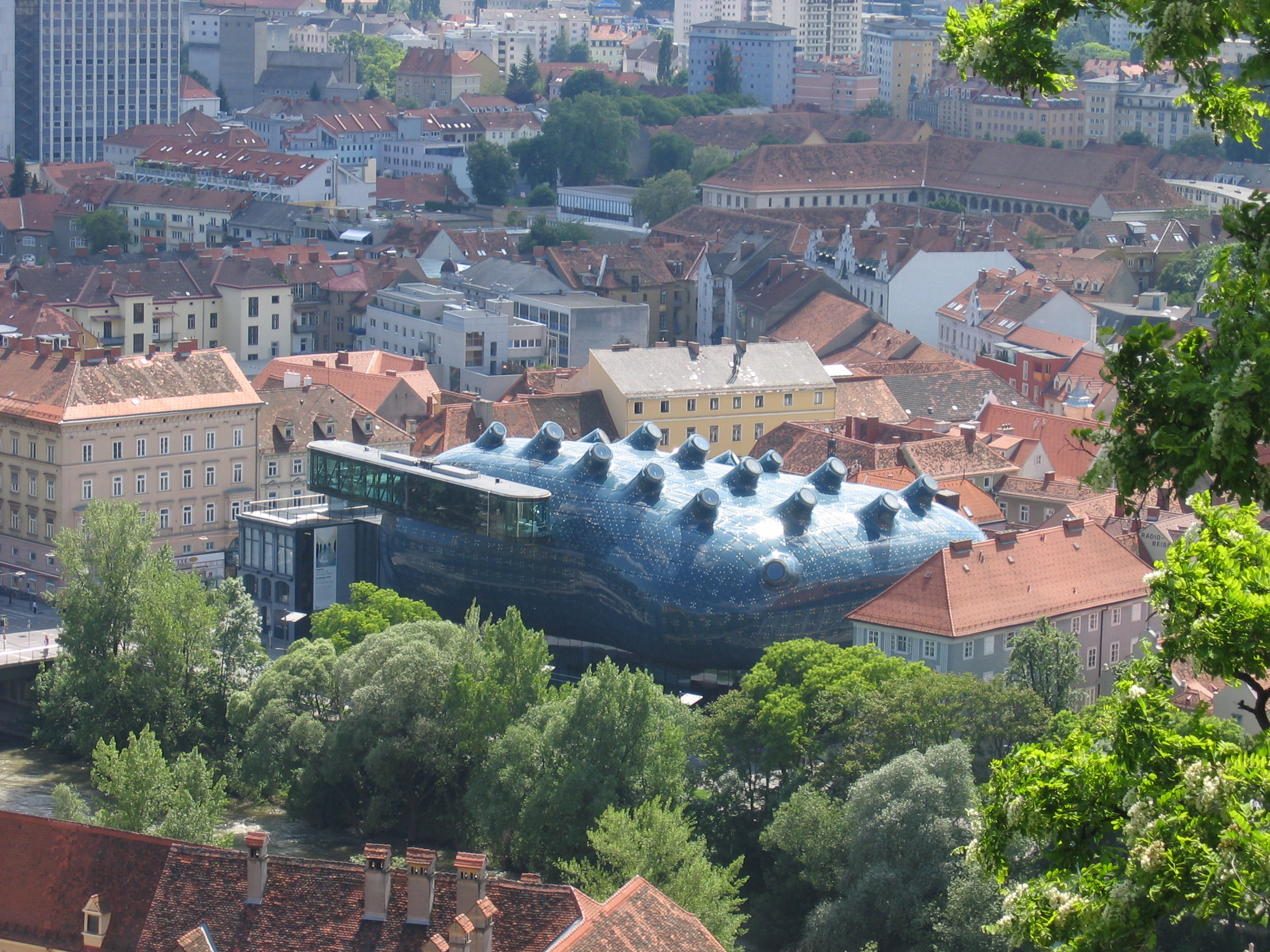
Kunsthaus Graz
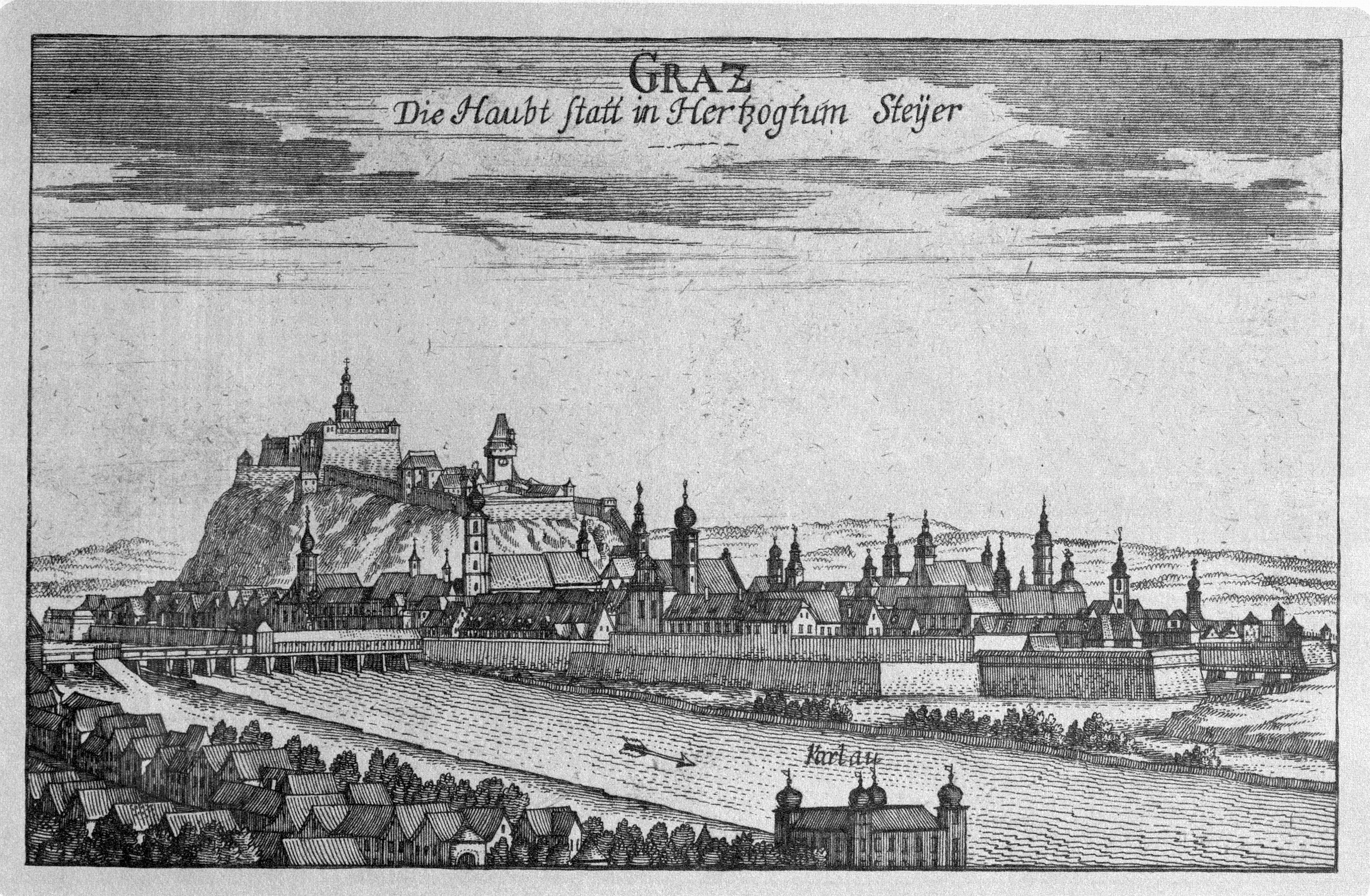
Graz (1670) Georg Matthäus Vischer
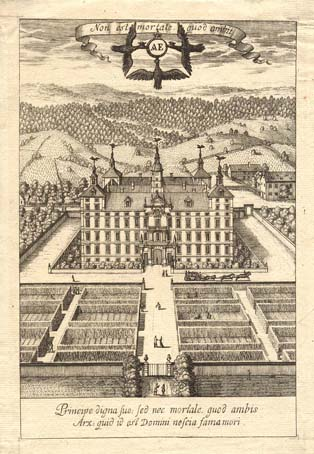
Slot Eggenberg (voor 1700) Koperets door Andreas Trost